# Krachtstroom
Krachtstroom of draaistroom is de elektrische stroom die wordt gebruikt voor een aansluiting tussen twee of drie fasen van een driefasenenergiesysteem, in plaats van tussen één fase en het sterpunt. Krachtstroom wordt gebruikt omdat daar meer elektrisch vermogen mee kan worden overgedragen dan met het lichtnet. Het gaat bij krachtstroom altijd om wisselstroom. In Vlaanderen wordt krachtstroom ook wel drijfkracht genoemd. Een driefasenaansluiting heeft tussen de fasen onderling een hogere spanning, in het geval van een laagspanningsaansluiting is dat in Europa meestal 400 volt, terwijl de spanning tussen een fase en het sterpunt 230 volt bedraagt. Vroeger waren deze spanningen in Nederland en België op de meeste plaatsen respectievelijk 380 volt en 220 volt, maar dit is geleidelijk opgevoerd in het kader van de harmonisering van het lichtnet in Europa, in CENELEC-verband.

animatie van een driefasenstroom

Een krachtstroomaansluiting heeft drie fase-aansluitingen en een nulaansluiting. De fasen werden vroeger R, S en T genoemd, maar sinds de komst van de 3e druk van de NEN 1010 uit 1984 worden ze L1, L2 en L3 genoemd. Connectoren voor krachtstroomaansluiting, stekker en contactdoos, hebben daarom meer pinnen dan gebruikelijk voor het lichtnet. Stekkers van Perilex en van het type IEC 60309 hebben vijf pinnen, maar in een verschillende configuratie. 
In tegenstelling tot wat sommige mensen denken, is krachtstroom niet gevaarlijker dan een normale 230 voltaansluiting. Bij aanraking van één pool van een krachtstroomcontactdoos is er geen verschil. Het wordt anders als men tegelijk twee krachtstroompolen aanraakt, maar de kans dat dit gebeurt is klein.
Krachtstroomaansluitingen zijn in de industrie, de theaterwereld, de filmindustrie en de bouw gebruikelijker dan in huishoudens. Krachtstroomaansluitingen worden soms voor elektrische fornuizen gebruikt. 
- Een aansluiting tussen twee draden van een driefasige alternator wordt wisselstroom genoemd, omdat deze op een twee- of driefasige motor een magnetisch wisselveld induceert.
- Een aansluiting tussen drie draden van een driefasige alternator wordt draaistroom genoemd, omdat die op een driefasige motor een magnetisch draaiveld induceert.

Er zijn verschillende systemen voor krachtstroom:
- 133/230 V verouderd, voorheen 127/220,
- 230/400 V gebruikelijke spanning voor de aanduiding krachtstroom en
- 400/690 V.

De eerste waarde is de spanning tussen een fase en de nul, de fasespanning, de andere waarde is de spanning tussen twee fasen, de lijnspanning. De lijnspanning is een factor √3 groter dan de fasespanning. Uit de hoofdeigenschap van een driefasenspanning, de fasen lopen 120° van elkaar uiteen, is verder af te leiden dat de som van de drie spanningen op ieder moment 0 volt is. Dit houdt in dat als men een symmetrische belasting in ster aansluit op de krachtstroomaansluiting, er door de gemeenschappelijke nulleider geen stroom loopt.

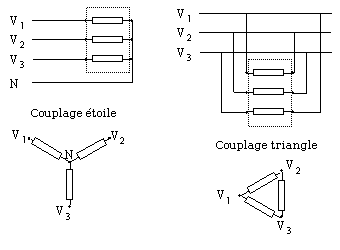